# Nothing but the Blues
| Recensione | Giudizio |
| ---------- | -------- |
| AllMusic   |          |

Nothing but the Blues è un album di Herb Ellis, pubblicato dalla Verve Records nell'agosto del 1958.

## Descrizione
Negli ultimi anni c'è stato, tra i giovani, un rinnovato rispetto per il blues.
Per quel gruppo di uomini insicuri e annoiati alla ricerca di fiducia, il blues sembrava assumere le sembianze di un nuovo approccio al buddismo zen come interpretato da Jack Kerouac.
Di conseguenza usavano la parola "funky" come un termine difficile da interpretare, ma il loro affanno li tradiva; perché suonavano il blues come un libro di narrativa dello scrittore Sloan Wilson.
Il punto è che il blues non può essere forzato.
Nasce naturalmente da Horace Silver o Thelonious Monk o Sonny Rollins o Barney Kessel o Herb Ellis, oppure non viene fuori affatto.
Herb ce l'ha: c'erano momenti durante le lezioni d'insieme alla School of Jazz nel Berkshires nell'estate del 1957 in cui Herb (la facoltà suonava insieme agli studenti) suonava qualcosa di getto, così terrenamente viscerale da mettere in discussione perfino Dizzy Gillespie che di solito ruggisce più forte.
"Mia madre mi dice che ho sempre suonato il blues", disse Herb a Jack Tracy in un'intervista a Down Beat.
Qualche amplificazione su Herb, il blues e il jazz è fornita da Gene Roland che era un compagno di scuola di Herb, Jimmy Giuffre e Harry Babasin al North Texas State Teachers Collage.
"Quando Herb venne a scuola, era un chitarrista hillbilly. Ma quando iniziò ad ascoltare i dischi di Charlie Christian con il sestetto Goodman, sembrò trasformarsi dall'oggi al domani in un jazzista. Aveva già la tecnica".
In realtà c'è ancora molto hillbilly (nella connotazione country-direct di quella parola) nel lavoro di Herb.
"C'è qualcosa d hillbilly", osserva Roland, "in gran parte del buon jazz ovunque in quanto fa parte dell'influenza generale della musica folk pre-jazz".
Sarei d'accordo nell'uso del termine hillbilly per includere anche i cantanti e chitarristi country blues girovaghi.
"Herb", continuò Roland, "viene dal sud-ovest del Texas, che per molti anni è stato il fulcro dell'attività blues.
Dallas, ad esempio, è stata sottovalutata come fonte geografica di influenze jazz.
Lips Page veniva da lì e Jack Teagarden era di Vernon, nelle vicinanze.
Un po' di quel blues del sud-ovest può essere sentito in certi lavori di Giuffre, un altro texano.
Quindi Herb aveva questa parte hillbilly come background musicale quando frequentò la scuola.
Dopo aver ascoltato Christian, è stato anche influenzato da Burnis Harris, che andava a scuola con noi ed era il miglior chitarrista del Texas.
Morì in Marina.
Successivamente, anche Remo Palmieri lo ispirò, ma la sua più forte influenza personale fu per lungo tempo Barney Kessel.
Herb sapeva sempre suonare il blues".
Quest'album esplosivo di blues e da considerarsi, forse il miglior album di Ellis e una delle sessions più appaganti dell'anno.
Roy Eldridge ritiene che il contesto del disco abbia portato Stan Getz a suonare al meglio che abbia mai sentito.
"Anche lui viene dalla vecchia scuola sai, e lo ha dimostrato in questa session.
Getz riesce ad adattarsi a qualsiasi genere in una sola volta a differenza della maggior parte dei musicisti più giovani.
Come nei brani Royal Garden e Tin Roof".
Ma in questa sessione, tutti si adattano al discorso blues.

## Tracce
LP (1958, Verve Records, MG V-8252)
Lato A (50,500)
1. Pap's Blues – 7:06 (musica: Ray Brown)
2. Big Red's Boogie Woogie – 5:39 (musica: Herb Ellis)
3. Tin Roof Blues – 3:00 (testo: Walter Melrose – musica: Ben Pollack, George Brunies, Leon Roppolo, Melville J Stitzel, Paul Joseph Mares)
4. Soft Winds – 6:02 (musica: Benny Goodman)

Lato B (50,501)
1. Royal Garden Blues – 4:46 (Clarence Williams, Spencer Williams)
2. Patti Cake – 6:02 (musica: Herb Ellis)
3. Blues for Janet – 7:13 (musica: Ray Brown, Herb Ellis)
4. Blues for Junior – 4:51 (musica: Ray Brown)

CD (1994, Verve Records, 314 521 674-2)
1. Pap's Blues – 7:06 (Clarence Williams, Spencer Williams)
2. Big Red's Boogie Woogie – 5:39 (musica: Herb Ellis)
3. Tin Roof Blues – 3:00 (testo: Walter Melrose – musica: Ben Pollack, George Brunies, Leon Roppolo, Melville J Stitzel, Paul Joseph Mares)
4. Soft Winds – 6:02 (musica: Benny Goodman)
5. Royal Garden Blues – 4:46
6. Patti Cake – 6:02 (musica: Herb Ellis)
7. Blues for Janet – 7:13 (musica: Ray Brown, Herb Ellis)
8. Blues for Junior – 4:51 (musica: Ray Brown)
9. Les tricheurs – 3:12 (musica: Roy  Eldridge, Stan Getz) – Traccia bonus, registrato il 1º maggio 1958 a Parigi, Francia
10. Clo's Blues – 3:20 (musica: Coleman Hawkins) – Traccia bonus, registrato il 1º maggio 1958 a Parigi, Francia
11. Phil's Tune – 4:20 (musica: Roy Eldridge) – Traccia bonus, registrato il 1º maggio 1958 a Parigi, Francia
12. Mic's Jump – 2:16 (musica: Dizzy Gillespie) – Traccia bonus, registrato il 1º maggio 1958 a Parigi, Francia

## Musicisti
LP (Verve Records, MG V-8252) / CD (da N°1 a N°8) 
- Herb Ellis – chitarra
- Roy Eldridge – tromba
- Stan Getz – sassofono tenore
- Ray Brown – contrabbasso
- Stan Levey – batteria

CD (da N°9 a N°12)
JAPT All-Stars
- Herb Ellis – chitarra
- Oscar Peterson – pianoforte
- Ray Brown – contrabbasso

### Altri musicisti
- Roy Eldridge – tromba (N°9 e N°11)
- Stan Getz – sassofono tenore (N°9)
- Coleman Hawkins – sassofono tenore (N°10)
- Dizzy Gillespie – tromba (N°12)

### Produzione
- Norman Granz – produzione
- Registrazioni effettuate al Capitol Studios, Hollywood, California l'11 ottobre 1957 e il 1º maggio 1958 a Parigi, Francia
- Phil Stern – foto copertina album
- Nat Hentoff – note retrocopertina album originale[3] [4]